# Syrigma sibilatrix
Syrigma sibilatrix là một loài chim thuộc chi đơn loài Syrigma trong họ Diệc.